# Semipermeabel membran
|  | Sammenskrivningsforslag Artiklen Osmotisk membran er foreslået føjet ind i Semipermeabel membran. (Siden april 2024) Diskutér forslaget |

En semipermeabel membran er en halvgennemtrængelig membran, og et kendt eksempel er cellemembranen. En halvgennemtrængelig membran kan kun gennemtrænges af stoffer som vand (H2O) og andre stoffer der er på størrelse med, eller mindre end vand.
Biologiske membraner er selektivt permeable, og molekylernes passage styres af faciliteret diffusion, passiv transport eller aktiv transport, der reguleres af proteiner indlejret i membranen.